# Classe Chikuma
La classe Chikuma fut la sixième et dernière classe de croiseur protégé  construite au Japon  pour la Marine impériale japonaise.

## Conception
Sa construction fut basée sur les croiseurs légers de la Royal Navy de classe Town et influencée par la conception du tout nouveau croiseur japonais Tone (en).

Cette classe bénéficia de la toute nouvelle propulsion des moteurs à turbine lui permettant une vitesse de 26 nœuds en haute mer. Sa silhouette était reconnaissable par ses quatre cheminées.

Elle possédait un léger blindage de coque.

## Histoire
Ils furent  budgétisés dans le cadre du Programme d'expansion de la marine de 1907 et leur conception fut basée sur les leçons apprises lors de la Guerre russo-japonaise (1904-05).

Ils servirent durant la Première Guerre mondiale et furent démolis avant le début de la Seconde Guerre mondiale.

## Les unités de la classe
| Nom     | Lancement      | Armement        | Chantier naval                               | Fin de carrière        | Photo |
| ------- | -------------- | --------------- | -------------------------------------------- | ---------------------- | ----- |
| Chikuma | 1er avril 1911 | 17 mai 1912     | Sasebo Navy Yard à Sasebo, Nagasaki Japon    | rayé le 1er avril 1931 |       |
| Hirado  | 29 juin 1911   | 17 juin 1912    | Kawasaki Heavy Industries à Kōbe Japon       | rayé le 1er avril 1940 |       |
| Yahagi  | 3 octobre 1911 | 27 juillet 1912 | Mitsubishi Heavy Industries à Nagasaki Japon | rayé le 1er avril 1940 |       |

## Sources
- (en) Cet article est partiellement ou en totalité issu de l’article de Wikipédia en anglais intitulé « Chikuma-class cruiser » (voir la liste des auteurs).